# Янцо, Василий Михайлович
Василий Михайлович Янцо — советский хозяйственный и государственный деятель, лауреат Государственной премии СССР за выдающиеся достижения в труде.

## Биография
Родился в 1929 году на территории современной Закарпатской области. Член КПСС.
В 1953—1990 — станочник, бригадир станочников Мукачевского мебельного комбината.
За существенный рост производительности труда на основе совершенствования технологии производства и организации труда, модернизации оборудования и более эффективного использования техники был в составе коллектива удостоен Государственной премии СССР за выдающиеся достижения в труде 1977 года.
Жил в Мукачеве.

## Награды
- Орден Ленина
- Орден Октябрьской Революции
- Орден Трудового Красного Знамени
- Орден Дружбы народов (19.03.1981)
- Орден Знак Почёта (22.05.1986)